# Любовная речь
«Любовная речь» (др.-греч. Ἐρωτικός) — речь, приписываемая древнегреческому оратору Демосфену, сохранившаяся в составе «демосфеновского корпуса» под номером LXI. Современные исследователи полагают, что её включили в собрание речей Демосфена по ошибке.
Речь представляет собой восхваление юноши по имени Эпикрат и рассказ о понимании автором сущности философии. С точки зрения теории и стиля автор является последователем Исократа, он явно был знаком с диалогом Платона «Федр». Учёные полагают, что речь могла быть написана в эпоху Александра Македонского.